# Magnoncourt
Magnoncourt és un municipi francès situat al departament de l'Alt Saona i a la regió de Borgonya - Franc Comtat. L'any 2007 tenia 440 habitants.

## Demografia

### Població
El 2007 la població de fet de Magnoncourt era de 440 persones. Hi havia 184 famílies, de les quals 40 eren unipersonals (24 homes vivint sols i 16 dones vivint soles), 80 parelles sense fills, 48 parelles amb fills i 16 famílies monoparentals amb fills.
La població ha evolucionat segons el següent gràfic:
Habitants censats

### Habitatges
El 2007 hi havia 206 habitatges, 184 eren l'habitatge principal de la família, 2 eren segones residències i 20 estaven desocupats. 198 eren cases i 8 eren apartaments. Dels 184 habitatges principals, 145 estaven ocupats pels seus propietaris, 34 estaven llogats i ocupats pels llogaters i 4 estaven cedits a títol gratuït; 1 tenia una cambra, 4 en tenien dues, 29 en tenien tres, 45 en tenien quatre i 104 en tenien cinc o més. 131 habitatges disposaven pel capbaix d'una plaça de pàrquing. A 83 habitatges hi havia un automòbil i a 71 n'hi havia dos o més.

### Piràmide de població
La piràmide de població per edats i sexe el 2009 era:
| Homes | Edats   | Dones |
| ----- | ------- | ----- |
| 0     | 95 o +  | 0     |
| 0     | 90 a 94 | 0     |
| 8     | 85 a 89 | 4     |
| 0     | 80 a 84 | 0     |
| 4     | 75 a 79 | 4     |
| 16    | 70 a 74 | 20    |
| 8     | 65 a 69 | 12    |
| 28    | 60 a 64 | 16    |
| 4     | 55 a 59 | 4     |
| 16    | 50 a 54 | 16    |
| 28    | 45 a 49 | 24    |
| 12    | 40 a 44 | 20    |
| 24    | 35 a 39 | 20    |
| 0     | 30 a 34 | 12    |
| 16    | 25 a 29 | 0     |
| 36    | 20 a 24 | 4     |
| 16    | 15 a 19 | 12    |
| 40    | 10 a 14 | 20    |
| 12    | 5 a 9   | 16    |
| 8     | 0 a 4   | 12    |

## Economia
El 2007 la població en edat de treballar era de 272 persones, 197 eren actives i 75 eren inactives. De les 197 persones actives 171 estaven ocupades (91 homes i 80 dones) i 26 estaven aturades (9 homes i 17 dones). De les 75 persones inactives 29 estaven jubilades, 18 estaven estudiant i 28 estaven classificades com a «altres inactius».

### Ingressos
El 2009 a Magnoncourt hi havia 186 unitats fiscals que integraven 455,5 persones, la mediana anual d'ingressos fiscals per persona era de 15.481 €.

### Activitats econòmiques
Dels 15 establiments que hi havia el 2007, 1 era d'una empresa extractiva, 4 d'empreses de construcció, 1 d'una empresa de transport, 7 d'empreses immobiliàries i 2 d'empreses de serveis.
Dels 3 establiments de servei als particulars que hi havia el 2009, 1 era un paleta, 1 guixaire pintor i 1 lampisteria.

## Equipaments sanitaris i escolars
El 2009 hi havia una escola elemental.

## Poblacions més properes
El següent diagrama mostra les poblacions més properes.